# まりあ†ほりっく
『まりあ†ほりっく』は、遠藤海成による日本の漫画作品。略称は「まりほり」。『月刊コミックアライブ』（メディアファクトリー）にて2006年8月号（創刊号）から2015年1月号まで連載。単行本は全14巻。ミッション系（カトリック）の女子校を舞台に、「百合趣味」の少女と女装した「ドS」の少年（男の娘）を巡るラブコメディ。2015年2月時点でシリーズ累計発行部数は190万部を突破している。
2008年にはドラマCD化もされ、テレビアニメが2009年に第1期、2011年に第2期が放送された。2011年からは『月刊コミックジーン』（同社、6月創刊）にてスピンオフ作品である『まりあ†ほりっく spin-off』の連載も開始された。

## あらすじ
男性恐怖症で「百合趣味」の女子高生、宮前かなこは、運命の相手（女性限定）との出会いを求めて、天の妃女学院附属中学高等学校に編入する。そこで出会ったのは、1年下の衹堂鞠也。その可憐な美少女ぶりに舞い上がるかなこだったが、鞠也が実は男であることを知る。
しかし、鞠也もまたかなこの百合趣味を見抜き、互いの秘密を握ったまま、かなこは鞠也と、彼に仕えるメイド・汐王寺茉莉花に監視される形で、寮の同室で暮らす羽目になる。それは、かなこの波乱に満ちた学園生活の始まりだった。

## 登場人物
声は、単行本付録ドラマCD版 / テレビアニメ版の声優。

### 主要人物
宮前 かなこ（）
声 - 平野綾 / 真田アサミ
本作の主人公。2年A組在籍。運命の恋を求めて天の妃女学院に編入した女子高生。なおも成長中の長身とそれに見合うスタイルを持つが、本人は気にしており、むしろコンプレックスとなっている。美少女に目がない「百合趣味」という秘密があり、あらゆる美少女を目撃・妄想するたびに大量の鼻血を噴く反面、触れられただけで蕁麻疹が出るほどの重度の男性恐怖症。ただ、少なくとも小学卒業時までは異性愛主義であり、のちに男子から縦笛の上半分や体操服を盗まれるなどの悪戯を受け、男性恐怖症になった模様である。
編入前日の学校見学の際、偶然鞠也の正体を知るが、同時に自身の趣味を見抜かれ、先輩でありながら学院内での立場の差などもあって逆らえず、屈辱の上下関係が確立する羽目になる。さらに転入早々学級委員を任されるなど、何かと不幸な目に遭わされる。その一方、基本的に欲望のまま動いて暴走するタイプであり、妄想を繰り広げ人の話を全く聞かなかったり、雰囲気を察しなかったりと、かなり非常識な言動で騒動を起こすことも多々ある。物語が進むに連れ、その変態的な言動と妄想はエスカレートし、周囲を唖然とさせる。
勉強が苦手で素の学力もかなり低く、天の妃への編入試験は鉛筆を転がして受かった。父親にきちんと予習・復習をさせられていたおかげで平均レベルの学力を維持できてはいたが、天の妃の偏差値は以前の高校よりも20ほど高く、さらに鞠也の悪戯もあって成績は壊滅的。これによって1学期末考査には学院創立初の全教科赤点を取ったため、寮長に時間の流れが異なる空間に1週間（体感時間1年相当）送られる。
勉強だけでなく運動も大の苦手。さらには大浴場で大量の鼻血を噴いて浴場を血に染める事件を起こしてしまったために、大浴場への出入り禁止に加え、大浴場とは別の場所にあるシャワー室しか利用できなくなった。
父親は天の妃女学院の元教師、亡き母親は天の妃OGで衹堂家の分家出身。つまり、鞠也とは遠戚になる。3人姉妹の次女で、姉と妹がいる（後述）が、姉の存在自体を一方的に忌み嫌っている。一方で亡き母と妹のことはとても好いている。幼少時、天の妃に遊びに来たことがあり、芙美との面識もあるが、本人は記憶にない。この時に出会った王子さま（静珠）にお守りとして十字架のロザリオを預けられるが、本人は「貰った」と言い張っていた。後にこのことを聞かされてからは静珠が運命の人だと思い込んでいる。
主人公でありながら、コミック表紙を一度も飾らず、毎回カバー下に登場する。第14巻の限定版で、ようやく表紙を飾った。アニメ第1期のオープニングアニメーションにいたっては本人は登場せず、ポリゴンでかろうじて形作られ着色されたマネキンとして登場している。第2期ではロボットアニメ風のオープニングアニメーションに「タイトルロール」で登場するが、暫定的なものであり、正規オープニングアニメーションではそれなりに出番はあるものの、雌豚に変身させられるなどの不憫な目に遭う。
衹堂 鞠也（）

声 - 小林ゆう / 同左
1年A組在籍。弓道部所属。イタリア人のクォーターで、外見はかなこにとって理想的な金髪にツーサイドアップの可憐な美少女だが、実は男。前理事長である祖母イレーネの遺言で双子の妹・静珠と理事長の座をかけて、卒業までの3年間両校の全生徒に正体が知られないように過ごしている（元々知っていた汐王寺姉弟、編入前日に正体を知ることになるかなこは対象外）。「オカマでも女装趣味でもない」と主張するが、ファンサービスと称して様々なコスプレや可愛い仕草を披露するなど、女装には気合が入っている。また、アイデンティティを確立させるために、幼い頃から妹と度々入れ替わっていた。
かなこに正体を知られたことを機に、彼女を監視するため、強引に彼女のルームメイトとなる（表向きは隆顕親衛隊からの嫉妬を避けるためとし、寮長も公認。かなこも実際、隆顕親衛隊から嫌がらせを受けていた）。以来彼女を弄り倒して楽しむ（本人曰く「女装姿で優等生気取りはストレスが溜まる」）が、彼女の妄想・暴走に翻弄されて、手を焼くこともある。だが、クリスマスには茉莉花、静珠と共にプレゼントをあげている。
成績優秀・文武両道・品行方正で、人当たりも良く、中等部では生徒会長を務め、高等部の進学式では新入生代表として挨拶するほどの人望を持つ学園のアイドル的存在だが、これらは演技で本性はいわゆる「ドS」で腹黒い。自身の能力や美貌に自覚的なナルシストだが、洞察力は鋭い。金と権力を好み、六法全書カルタや歴史物のカードゲームを作成し大儲けしている。
幼いころから続けている弓道に対しては真摯な面を見せ、かなこに反発されたり、自身や祖母のことに言及されたりすると本気の怒りを露わにするときもある。茉莉花によれば「身内には甘い」とのことで、竜胆からは「鞠也はかなこに甘すぎる」と指摘されているが、本人は認めていない。男嫌いだが、かなこや静珠のような恐怖症ではなく、ただ単に興味がない（男色ではない）だけである。実は女装時に名前（身分）も入れ替えており、本名は「衹堂静珠」である。
汐王寺 茉莉花（）
声 - 井上麻里奈 / 同左
鞠也に幼少時から仕えるツインテールのメイドで、常に彼と行動を共にしている。常に冷静で無表情だが毒舌家で、使用人の身でありながら主人の鞠也に対しても辛辣な罵声を浴びせ、かなこには出会い頭に「メス豚」呼ばわりする。鞠也の命令には基本的に忠実に従うが、日々ストレスを溜めており、鞠也と共にかなこを弄り倒して楽しむ。かなこ、鞠也と同室で暮らす。
カバー裏では「デレは無い」と自ら「ツンデレ」を否定する。泣きながら添い寝（密室で男と2人きりになるのを避けるため）を頼んできたかなこと渋々ながらも一緒に寝るなど、優しさを見せることもあるが、高額の料金を徴収する。お助けキャラの「お助け茉莉花」になることもある。
常にメイド服だが、実は鞠也のクラスメイト。イレーネの遺言で、双子の弟・竜胆同様特例で認められている。成績優秀で、鞠也と共に全教科満点で学年首席を取るほど。家事全般も完璧で、読心術など多彩な技能を持つ模様である。宝石をこよなく愛し、マイカルタは自分の欲しい宝石リスト（参考価格入り）になっている。趣味は、携帯ゲーム。家は衹堂家の分家で、時々実家の両親にメールを送っており、前振りは「前略 故郷のお父様、お母様。」。
アニメ第一期では、「茉莉花」（下の名前）のみクレジットされている。

### 天の妃女学院

#### かなこのクラスメイト
桐 奈々美（）
声 - 神田朱未 / 同左
ショートカットで、眼鏡をかけている。実家は呉服屋。物静かで真面目だが、言動に理解されにくい部分（物事をストレートに捉える、悪く言えば人間味がない）があるため、クラスでは1人でいることが多いが、サチや弓弦と親しくなってゆく。芙美にかなこのことを頼まれて以来、彼女が困ったときには助けに回るが、あくまで頼まれたがゆえの行動であって、本人はかなこを友人ではなく、ただのクラスメイトとしか認識していない。席はかなこの隣。
趣味は読書。眼鏡が好きで、自分への褒美に眼鏡を新調するほど。勤勉そうに見えるが、理系が苦手で追試の常連となっている。ただし、文系は得意。
稲森 弓弦（）
声 - 後藤沙緒里 / 同左
長い黒髪の少女。父親は外交官。4月25日生まれ。弓道部所属で、校内でも普段から弓道着で通しており、芙美に指摘されるが、本人は制服だと主張する。弓道の腕前は高く、鞠也も認めている。
物腰が穏やかで淑やかな性格だが、なかなか芯のある部分も見せる。一見抜けた雰囲気だが、どちらかというとツッコミ役で、サチに対して暴走したかなこに張り手をかますなど、かなこの扱いも徐々に慣れてゆく。サチとは親友だが、彼女と奈々美が仲良くしていることに嫉妬して弓道の腕が落ちるというスランプに陥るも、誤認だったことが分かると思い直し、以降は奈々美とも交遊するようになる。
第三女子寮で生活しており、弓道部の先輩である千史と同室。
桃井 サチ（）
声 - 新谷良子 / 同左
後ろ髪を2つにまとめた小柄な少女。純粋で明るく人懐っこい性格。左ポケットにはさまざまな物（飴やおはじきからボーリングマシンなど）が入っており、鞠也に「いつでも何でも持っている女」と言われ、本人もそれを自分のアイデンティティと認識しており、株を奪われた際は大きなショックを受ける。だが、彼女のおかげで問題が解決したと感謝する者が大勢おり、誕生日にはその人たちが一致団結して聖誕祭を開くほど。また、「世界よいこちゃんランキング3位」にも選ばれている。
成績は優秀だが、これは前述のアイデンティティによるものではなく日頃の努力の賜物である。さまざまな知識を身につけており、実家が宝石商を営んでいるため宝石の知識は特に豊富で、前理事長の形見であるロザリオを鑑定する場面もある。
筒井 穂佳（）
声 - なし / 高田初美
隆顕親衛隊の中心人物。演劇部所属。隆顕と編入早々に親しくなったかなこに嫉妬し、取り巻きの一ツ橋 瑛（ひとつばし えい / 声 - 伊藤美穂、中上育実）、羽二重 美衣（はぶたえ みい / 声 - 高梁碧、長谷川知子） とともに、嫌がらせ（実家で海産物を取り扱う仕事をしていたため、いろいろな海産物をかなこの机に入れるなど）に精を出す。一度は和解するが、その後の隆顕の行動が裏目に出て、ふたたび仲がこじれることになる。ただ、かなこや奈々美のピンチに影から助け舟を出す優しい一面もある。ある出来事がきっかけで髪型をデコレーションする「カリスマ盛り師」と呼ばれるようになる（ただし、天の妃女学院では完全に校則違反である）。

#### その他の生徒
石馬 隆顕（）
声 - 甲斐田裕子 / 同左
高校3年生。かなこの本来のルームメイトだった人物。ショートカットの凛々しい美人。かなこ以上の長身で、王子のような言葉を話す。所属する演劇部では男役を張り、責任感が強く面倒見のよい性格から多くの後輩に「隆顕様」と呼ばれ慕われている。
親衛隊を持っているが、その親衛隊自体が問題児集団であり、過去に隆顕と同室になった生徒は親衛隊の嫉妬から、海産物を使った嫌がらせを受けており、かなこもその被害を受けた一人で、他の要因もあってルームメイトを外されてしまう（このことは、鞠也に聴かされるまで知らなかった）。また、浮世離れしており、非常に生真面目かつ一本気で、自分の決めたことは必ずやり遂げようとするが、派手に空回りして裏目に出ることの方が多く、それが原因でかなこと親衛隊で交わされた和解を無にしている。かなこの無神経な発言で泣くなどの一面も見せる。
『三国志』の大ファンで、『三国志』のマイカルタを持っているほど。実家は道場で剣術の心得もあり、ときには道着姿で真剣を携えることもある。
志木 絢璃（）
声 - なし / 松来未祐
高等部の生徒会長。高校3年生。金髪の縦ロールと抜群のスタイルを持つ美女。しっかり者で、人の気持ちをよく察することができる。家は衹堂家の分家で、鞠也とはいとこにして幼馴染であり、彼が男であることまでは気付いていないが、その腹黒い本性を知る数少ない人物。
過去の聖母祭で起こったある事故が原因で鞠也によって恥をかかされており、それ以来一方的に鞠也を嫌っている。いろいろなものをデコレーションする「カリスマデコ師」としても有名で、彼女へのデコレーション依頼は後を絶たない。ただし、完全な校則違反である。
菜鶴 真紀（）
声 - なし / 葉月絵理乃
高等部の副会長。高校3年生。髪型は黒髪のウェーブ。絢璃を「あやりん」と呼ぶ。昔から絢璃と仲が良かったため、鞠也たちと接触する機会が多く、前理事長や鞠也たちの情報を多数知っている。
保健室の出没率やミステリアスな雰囲気から「保健室の姫」と呼ばれているが、実際は単に手先が不器用でよく怪我をするためで、それゆえに保健係でもないのに保健室の備品管理を任されている。
皐月 千史（）
声 - なし / 伊藤美穂
高校3年生。6月21日生まれ。弓弦のルームメイト。弓道部部長。実家は寿司屋。面倒見の良い性格でスランプの弓弦を気遣うなど、優しい一面がある。隆顕とは仲が良い。
八巻 小町（）
声 - なし / 小見川千明
1年A組。高等部からの外部入学。鞠也に憧れて、弓道部に入部した。「女の子大好き」「かわいい女の子はみんな恋人」と語るがスキンシップを好む程度であり、かなこのような変態ではない。鞠也をストーキングしており、胸パッドやほくろの位置、本性も見抜いているが、男であることには気付いていない。
紬 万里（）
声 - なし / 下釜千昌
3年F組。弓道部所属。御星の森学園に通う弟・千里がいる。
パオラ・マニャーニ
3年E組在籍。イタリアから交換留学生として天の妃に編入してきた。19話で名前が出てくるが、本人は未登場。隆顕とは来日する以前からインターネットを通じて『三国志』について語り合うほどの親友で、隆顕が留学を決意させたきっかけを作った模様である。天の妃で売られている「三国志カルタ」も彼女が作ったものらしい。
鈴鹿 アンナ（すずか あんな）
ロシア人ハーフの美少女。いるのは確かだが、何らかの理由で不在のため、かなこは会えないでいる。
ラウラ・ブルーニ
2年A組在籍。イタリアの姉妹校から交換留学生としてやって来た。日本のことが大好きで、日本のことを知りたいと思っている。

#### 教師
熊谷 芙美（）
声 - なし / 豊口めぐみ
かなこの担任教師。担当科目は社会。愛称は「くまたん先生」。若々しく可愛い教師。気さくで飾らない性格。かなこの母親とは先輩後輩の関係で、かなこの父親の教え子。幼少時のかなこと会っているが、彼女は覚えていない。歴史好きのいわゆる「歴女」。年齢は「20代ギリギリ」とされる。殿村からは「ふーみん」と呼ばれている。
殿村（）
声 - なし / 佐久間紅美
養護教諭。弓道部顧問で、弓道暦15年段級6段。芙美とは仲が良い模様。グラマラスな体型を持ち、常に何かを頬張っているが太らない体質らしい。キャストクレジットでは殿村先生と表記される。
鼎 藤一郎（）
声 - 杉田智和 / 同左
日本人の父親とフランス人の母親を持つハーフの男性教諭で神父。27歳。かなこ同様、母親はすでに他界しており、かなこの「前略 天国のお母さん」に対し、こちらは「拝啓 天国のママン（フランス語で母親）」。美形で、生徒からの人気は高い。担当科目は国語で、ことわざなどの慣用句をよく用いるため、漫画では脇に注釈が付いている。真面目で生徒想いだが、思い込みが激しいうえに騙されやすく、寮長先生にまんまとプラズマテレビやDVDプレーヤーを買わされたり、鞠也の嘘を信じ込んだりと、都合良く利用される。
鞠也の正体に気づかず恋心を抱く一方、聖職者の立場から生徒との許されぬ愛に悩む。惚れやすい性格で、茉莉花、絢璃、真紀にも惹かれる。静珠にも本来の性別を知らずに惹かれた際は、男を好きになってしまったのかと激しく動揺する。
かなこが鞠也の悪戯に利用される形で重病に冒されていると思い込んで以来、何かと気にかけるが、たびたび手を握ったり抱きついたりするため、男に触れられると蕁麻疹の出るかなこにとっては非常に苦手な存在である。
円城寺 綾乃（）
声 - なし / 渡辺明乃
アニメオリジナルキャラクター。水泳担当の体育教師。色黒でボーイッシュな雰囲気を持ち、バストが大きい。ただし、かなこの夢の中に登場する架空の人物で、実際には存在しない。

#### 天の妃第二女子寮
寮長先生（）
声 - 沢城みゆき / 同左
天の妃第二女子寮の寮母。通称「ゴッド（寮長）」。幼女の外見に割烹着、動く猫耳（本物かどうかは不明）と八重歯が特徴。年齢不詳。おっとりとした「ですます口調」で話すが、怒った際の鋭い眼光には、誰もが震え上がる。ときどき行われる抜き打ちの所持品検査（本人は「反逆は即ち死を意味します」という）で70点以上の隠し方をした場合のみ特例で許すなど、茶目っ気のある一面を持つ。また、いわゆる「黒歴史」を好み、寮内には「黒歴史コレクションルーム」を持っている。
『三国志』の登場人物を実際に知っているかのように語ったり、雨を止めたり、現実とは時間の流れが異なる空間を知っていたりと、正体が人間であるかも疑わしい人物であるが、それについて質問しようとすると無視されるか威圧感を受け黙らされるので、それ以上追及する者は誰もいない。
同じシャフト制作の『夏のあらし!』アニメ第9話に、鼎神父、与那国と一緒にモブキャラクターとしてゲスト出演する。
与那国（）
声 - 不明 / 松来未祐
天の妃第二女子寮の頼れる番犬。雌。親父顔の眉毛犬で、割烹着を着せられている。鳴き声は「ひゃんっ」。かなこは「不気味かわいらしい方」と評する。好物は酢昆布。寮長には「与那国さん」と呼ばれている。「与那国」は犬種名である。マイカルタは動物の足形。もともとは第一女子寮で雇われた「命知らずのコマンドー」で当時は相当悪かったらしいが、ダイエットによる空腹で錯乱したかなこに食われそうになったり、鞠也に「名ばかり番犬」と言われたりと、本当に頼りになるかは不明。

### 御星の森学園
衹堂 静珠（）

声 - なし / 平野綾
鞠也の双子の妹。一人称は、「僕」。顔は鞠也と瓜二つであり、見分け方は泣きぼくろの位置（鞠也が左目、静珠が右目）。兄と入れ替わる形で、男装して御星の森学園に通っている。男装時に名前も入れ替えており、つまり彼女が「本物の衹堂鞠也」である。成績や運動神経は良いが、兄と違って要領が悪く、性格も反対に善良。弓道部所属。
かなこのように蕁麻疹は出ないが男性恐怖症であり、男を「ケダモノ」と忌み嫌っている。茉莉花によると、その一因は鞠也が担っている模様。学園では、周囲から潔癖性と思われて猥談を聞かされたり、男のふりをしているにもかかわらず、縦笛や体操服を盗まれたりと、専ら酷い目に遭っており、男性恐怖症は悪化の一途を辿っていたが、終盤では現在の生活を楽しんでいる模様。
汐王寺 竜胆（）
声 - 岡本信彦 / 同左（幼少期 - 井上麻里奈）
静珠の執事で、茉莉花の双子の弟。幼少時、姉と共に使用人として衹堂家に雇われた。衹堂兄妹と違い、顔は茉莉花とまったく似ていない。非常に有能で、物腰が柔らかく常に温厚な笑みを絶やさないが、毒舌家で主人をまともに敬っていない点や、人の話を聞かない傾向があることは茉莉花と同じ。
ミリタリーの知識に精通したサバイバルゲームマニアで、常に拳銃（メール友達からもらった実銃）を携帯しており、鞠也や静珠にも躊躇なく突き付ける。罠作りも得意で、防犯のほかに鞠也を嵌めるためのものもあるが、いつも他の人が引っかかる。
紬 千里（）
万里の弟。姉をあだ名の「バンビ」と呼ぶ。
小野坂 桐絵（）
生徒副会長。容姿、品行、学業、運動、センスなど、すべてにおいて完璧な男子生徒。出会ったばかりのかなこにいきなり告白するが、嫌われる。

### 主要人物の家族・関係者
衹堂・マリヤ・イレーネ（）

声 - なし / 折笠愛
鞠也と静珠の祖母で、天の妃女学院と御星の森学園の前理事長。イタリア人。前弓道部顧問。物語開始時から数か月前に他界し、第4巻で1周忌を迎える。「鞠也と静珠がそれぞれ異性装して通学し、本当の性別が先に周囲に知られなかった方を理事長にする」と遺言した。これは「両校を管轄する理事長にふさわしい能力の育成と判別」が目的だが、それは建前で、実際の遺言の動機は「愉快そうだから」。この本音は鞠也と静珠も知っているが、2人ともそのような祖母が好きなため特に気にしていない。
寛大で豪胆だが、茶目っ気のある性格。『三国志』など古代中国史に精通していた。鞠也と静珠が化粧でほくろの位置も変えて入れ替わっていても明確に見分ける。孫たちに茉莉花と竜胆を仕えさせた。
終盤で実は生きていたことが明らかになり、最終話では孫たちの前に姿を見せたが、余命幾ばくもないとのこと。
衹堂 櫻子（しどう　さくらこ）
鞠也と静珠の母親。両目に泣きぼくろがある。子供たちの胸を揉むのが好き。言葉遣いは、鞠也と同じ。かなこのことは以前から知っていた。義母・イレーネ発案による子供たちの入れ替わりには反対していたが、2人が今の生活に満足していたので、黙認した。
宮前 みき（）
声 - なし / 加藤英美里
かなこの妹。地元の有名私立中学校に通う、天真爛漫で、誰からも好かれる美少女。かなこには「みきたん」「みきみき」と呼ばれ溺愛されているが、本人は過保護な彼女を冷たくあしらう。かなことは反対に賢いが、亡き母譲りの体の弱さを持っている。母親の過去の悪行（かなこの母の項を参照）を知ったことから、「悪ふざけのせいでパパが天の妃を辞職した」と嫌っており、「あの人」と他人行儀に呼んで墓参りすらしない。
小学3年生の時に家出した際にイレーネと鞠也の世話になっており、イレーネを「人生の恩人」として敬し、鞠也に深い憧れを抱いている。かなこに会いに天の妃に訪れたときもイレーネの墓に訪れる。鞠也が実は男性と知り交際を申し込むが、はぐらかされてうやむやになる。来年の天の妃入学を目指す。
宮前 柚芽（）
かなこの姉。かなこ曰く、母親が17歳の頃に産んだとのこと。かなこと違って文武両道で美人だが、かなこからは「（難しすぎて）わけのわからない単語ばかり話すバカ」だと思われており、「要らん姉（ねえ）」などと一方的かつ激しく嫌われている。その嫌われぶりは凄まじく、鞠也と茉莉花がカリフォルニア工科大学に在学していることを指摘しても「バカ過ぎて日本の大学に入れなかった」と悪びれもなく決め付け、同大学が工学系で世界屈指であることを説明しても、かなこは「裏口入学」などと屁理屈を並べ、真っ向から否定している。その実、かなこ自身が自覚しているコンプレックスすら全肯定して受け入れる姉の優しさに対する反発であった。
エキセントリックな性格をしている。鞠也とはネットで知り合った仲で、彼の正体も見抜いた（ただし、天の妃の生徒ではないので、対象外）。
かなこの母
本名不明。かなこが「天国のおかあさん」と呼ぶ人物。衹堂家の分家出身。弓道部の部員でもあり、イレーネに師事を受けていた。天の妃中等部在学時に当時高等部教諭だった、かなこの父親と交際していると悪ふざけを込めた軽い気持ちで嘘をつき、保護者会をも巻き込む大問題にした過去を持つ（本人はあくまでも悪ふざけだからと罪悪感は無かったらしい）。その後、伝説のマグノリアの樹の下で結ばれて本当に交際することとなり、中等部卒業後に結婚。かなこたち三姉妹を儲けたが、生まれつき体が弱かったことが原因で、かなこの小学校入学時に他界。
かなこは母親のことが大好きだが、みきは上述の悪行を知って以降、蛇蝎の如く嫌っている。かなこは母親の顔を覚えておらず、みきに顔写真の載っているアルバムを持ってきてもらうが、本能的にまだ見る時期ではないと、いまだに確認していない。三人の娘に「夢（柚芽）が叶う（かなこ＝叶子）未来（みき）」という意味の名を付けている。
かなこの父
作中には未登場。本名不明。元は天の妃高等部の教師だったが、当時中等部の生徒だったかなこの母がついた交際の虚言によって保護者会を始めとした多くの関係者から吊るし上げを食らい、濡れ衣を着せられたまま辞職に追い込まれた。結局はかなこの母と本当に交際して結婚している。娘たちには天の妃に通ってほしいと思っていた。勉強ができないかなこに復習と予習をさせ成績をキープさせていたが、その期待も空しく、かなこは様々な要因も重なって、学院創立初の全教科赤点を取る羽目になる。
花房 桃太（）
声 - なし / 皆川純子
隆顕に会うためにやってきた男子小学生。10歳。大阪府出身。隆顕の婚約者を自称し、本気で彼女のことが好きだが、実際は互いの祖父の酒の席での冗談で、正式な婚約ではない。小生意気な性格。クワガタをこよなく愛する。

### その他
何太郎くん（）
声 - なし / 矢澤りえか
作中において、いろいろな物事の解説をするイメージキャラクター。中年のやくざ風で、葉巻を吸いながら解説をする「うっとうしいオヤジ」。口癖は「金儲けのにおいがしやがるぜ」。

## 用語
天の妃女学院附属中学高等学校（）
通称「天の妃」（「マリア」という意味）。東京都にあるミッション系の中高一貫教育私立女子校。幼等部、小等部、短大もある。学生寮（第一は閉鎖、現在は第二 - 第五女子寮が設けられている）が用意されているが、自宅通学も可能。前理事長は衹堂・マリヤ・イレーネで、彼女の遺言により鞠也と静珠のどちらかが高等部卒業後に理事長の座に就くか決まるまで両親が代わりに運営している模様である。もともとは広大な敷地内に御星の森学園とともにあったが、第一女子寮閉鎖にともない「砦」が建造され2つに分けられた。イタリアに姉妹校がある。
第二女子寮
鞠也とかなこ（319号室）、隆顕（310号室）が暮らす寮で、洋風3階建てのH型の建物。朝食は7時30分、夕食は19時と時間厳守で、食前の祈りに遅れると問答無用で飯抜きになる。ほかにもテレビが設置されている談話室やネットが繋げるパソコン部屋など充実しているが、開放時間を破ると寮長による「ゴッドの雷」が落ちる（ブレーカー落としのこと）。他にも1階13号室「開かずの間（寮長の黒歴史コレクションルーム）」がある。2階に大浴場があるが、かなこが眼福にあやかろうと一番風呂に入った際、興奮による鼻血で浴場を血に染める騒動を起こして以来、かなこは3階のシャワールームを使用するように言い渡され、ただ一人大浴場への出入り禁止処分を受ける。
鞠也の隠れ家
鞠也がかなこと同居する際、風呂など何かと不便なところもあるために作る隠し部屋。かなこの人形を勝手に改造して付けたボタンを押すと声紋照合が始まり、本人だと確認するとクローゼットが開かれ入ることができる。本来クローゼットの向こう側は廊下だが、数部屋と浴場が完備しているなど次元・空間を完全に無視した設計になっている。鞠也としてはかなこを見張るために無駄な出費をしたと嘆く。
御星の森学園（）
通称「御星の森」。天の妃女学院に隣接する姉妹校で、私立男子校。静珠が男のふりをして通っている。
修道館
弓道部の稽古場（射場）がある。
第一女子寮
もとは迎賓館だった寮。寮長先生の話によると、隣に御星の森学園があるため、当時は下着泥棒や覗きが多かった。そこで防犯のために沢山の罠を仕掛けたが、やりすぎて寮生すら入れなくなり閉鎖。ただし、非常口は設置されている。現在は立ち寄る者もおらず、第一女子寮は天の妃女学院の見取り図には載っていない。
マグノリアの樹
天の妃女学院の第一女子寮の中庭にある樹。大安吉日に女子から告白すると2人は永遠に幸せになれるというジンクスがあり、生徒の間でも有名らしい。
砦
第一女子寮の閉鎖後、御星の森の生徒が入れないよう、2つの学校の間にある丘陵に十数年の時をかけて建築された建造物。両校の合同文化祭が開催される秋の一時期にしか大門が開かれることがなく、鍵を所持する一部の人間以外は両校の正門から入るしか方法がない。
衹堂邸
天の妃女学院の敷地内の北側にある邸宅で、静珠と両親、竜胆が住んでおり、鞠也と茉莉花もときどき帰宅している。本家以外の立入が禁止され、周囲には竜胆が仕掛けた防犯用の罠があり、彼の先導なしで邸宅に入ることは難しい。静珠によると、落とし穴などの「見せ罠」に引っ掛かるのはまだ幸運な方で、ベトコン仕込みの「メインディッシュ」に引っ掛かると五体満足でいられる保障がないらしい。イレーネを含む衹堂家の霊園もあり、許可さえ下りれば墓参りができる。
かなこの鞄
鞠也から強引にプレゼントされた鞄。ぬるぬるとした謎の生物が潜んでいる。食欲旺盛で言葉も話す。持ち物検査に引っかかり森に捨てるが、かなこのクローゼットに戻っていたため、捨てるのは諦めてやむなく普段遣いの鞄になる。教科書などの持ち物に粘着液が付着するが、かなこは気にしないようにしているという。アニメやアンソロジー本では、随分とかなこに懐いている。
聖母祭（せいぼさい）
毎年、5月31日に天の妃女学園で行なわれる祭。生徒が天使の格好をして、マリア像を担いで校内を練り歩く。かなこは「桃色コスプレカーニヴァル」と表現する。
天の妃の七不思議
天の妃で噂される七つの不思議な出来事で、「血塗られたマリア像」などがあるが、実はすべてかなこが巻き起こしたものである。
第二女子寮の七不思議
アニメ版のみの設定。第二女子寮に代々伝わる七つの不思議な出来事。六つの不思議な出来事を知った後に七つ目の出来事を知ると恐ろしいことが起きる。本来七つ目の出来事だけを教えてもらうと問題ないのだが、かなこは運悪く一つ目から教えてもらったばかりに結局すべて知ることになる。

## 制作
本作は、遠藤としては3つ目の連載作品となる。連載前の時点では「男の娘」ブームはまだ本格的な盛り上がりを見せていなかったが、『コミックアライブ』編集部から連載を依頼された遠藤が本作の案を伝えたところ、すぐに採用されたという。
ただし遠藤によれば、企画段階では「男性向けのちょっとHなラブコメ」を想定していたが、コミックアライブ編集部とのプレゼンテーションにて、スカートの下のパンティを見せる（いわゆる「パンチラ」）描写が満場一致で不要と判断されたため、断念したとのことである。
キャラクターに関しては、ギャルゲー系のキャラクターのテンプレートから少しずつずらして書いている。衹堂鞠也のキャラクター造形（金髪、ロングヘアー、ツーサイドアップ、優等生、いじめっ子、常識人……）は、単に遠藤の好きなものを足していったものだという。遠藤は、主人公の宮前かなこよりも鞠也のほうを先に考えたといい、かなこは鞠也を引き立たせるための相方であるとしている。鞠也の作画は、①少年の身体を描き、②女性の服を着せるという順番であり、男性と女性の骨格の違いを意識しているという。

## 書誌情報

### 単行本
- 遠藤海成『まりあ†ほりっく』KADOKAWA〈MFコミックス アライブシリーズ〉、全14巻
  1. 2007年2月23日発刊、ISBN 978-4-8401-1676-3
  2. 2007年11月22日発刊、ISBN 978-4-8401-1974-0
  3. 2008年7月23日発刊、ISBN 978-4-8401-2246-7
  4. 2008年12月22日発刊、ISBN 978-4-8401-2503-1
    - DJCD付き限定版、ISBN 978-4-8401-2502-4

  5. 2009年10月23日発刊、ISBN 978-4-8401-2595-6
    - ドラマCD付き限定版、ISBN 978-4-8401-2594-9

  6. 2010年2月23日発刊、ISBN 978-4-8401-2988-6
  7. 2010年10月23日発刊、ISBN 978-4-8401-3388-3
  8. 2011年3月23日発刊、ISBN 4-8401-3775-7
  9. 2012年2月23日発刊、ISBN 4-8401-4414-1
  10. 2012年11月22日発刊、ISBN 978-4-8401-4752-1
  11. 2013年2月23日発刊、ISBN 978-4-8401-4797-2
    - 小冊子付き限定版、ISBN 978-4-8401-4796-5

  12. 2013年9月21日発刊、ISBN 978-4-8401-5332-4
  13. 2014年1月23日発刊、ISBN 4-0406-6248-2
  14. 2015年2月23日発刊、ISBN 978-4-0406-7241-0
    - 小冊子付き限定版、ISBN 978-4-0406-7236-6

### 関連書籍
- 『4.5巻公式ガイドブック』2009年1月23日発刊、ISBN 978-4-8401-2518-5
- 『アニメ公式ガイドブック』2009年10月23日発刊、ISBN 978-4-8401-2931-2
- 『まりあ†ほりっくアンソロジー』2009年3月25日発刊、ISBN 978-4-8401-2716-5
- 『with LOVE ～まりあ†ほりっくイラスト集～』2015年2月23日発売、ISBN 978-4-0406-7326-4

## ドラマCD
- ドラマCD まりあ†ほりっく 2008年7月25日発売
- ドラマCD まりあ†ほりっく 2009年4月24日発売

## テレビアニメ
2009年1月から3月にかけて独立UHF局、AT-Xにて放送された。全12話。2009年5月よりgooブロードバンドナビにて有料（1話は無料）で動画配信中。
2010年10月22日には第1期のBD-BOXの発売と第2期の制作が公式Webサイトで発表された。『まりあ†ほりっく あらいぶ』のタイトルで、2011年4月から6月にかけてテレビ東京系列、AT-Xにて放送された（5月から7月までTBS系列の熊本放送が番組を購入し放送）。全12話。
第2期では同時期に放送された『電波女と青春男』と同じく本作第1期をはじめ、『月詠-MOON PHASE-』以来新房昭之とシャフトの作品で代々使用されてきた有名作家によるエンドカードが廃止になっている。

### スタッフ
|                               | 第1期                       | 第2期                               |
| ----------------------------- | --------------------------- | ----------------------------------- |
| 原作                          | 遠藤海成                    | 遠藤海成                            |
| 監督（第1期） 総監督（第2期） | 新房昭之                    | 新房昭之                            |
| シリーズディレクター          | 宮本幸裕                    | ところともかず                      |
| 副監督                        | 龍輪直征                    | 石倉賢一                            |
| シリーズ構成                  | 横谷昌宏                    | 横谷昌宏                            |
| キャラクターデザイン          | 守岡英行                    | 守岡英行                            |
| 総作画監督                    | 守岡英行、山村洋貴          | 山内則康                            |
| コンセプトデザイン            | -                           | 武内宣之                            |
| 美術監督                      | 飯島寿治                    | 飯島寿治                            |
| 色彩設計                      | 滝沢いづみ                  | 滝沢いづみ                          |
| 撮影監督                      | 江上怜                      | 江上怜                              |
| 編集                          | 松原理恵                    | 松原理恵                            |
| 音楽                          | 西脇辰弥                    | 西脇辰弥                            |
| 音響監督                      | 亀山俊樹                    | 亀山俊樹                            |
| プロデューサー                | 南寛将                      | 南寛将                              |
| プロデューサー                | 浅香敏明、高橋和也 大澤信博 | 河本紗知、土方隆 細川修、川上竜太郎 |
| アニメーション プロデューサー | 久保田光俊                  | 久保田光俊                          |
| アニメーション プロデューサー | -                           | 菅野雄二                            |
| プロデュース                  | ジェンコ                    | ジェンコ                            |
| アニメーション制作            | シャフト                    | シャフト                            |
| 製作                          | まりあ†ほりっく 製作委員会  | まりあ†ほりっく あらいぶ製作委員会  |

### 主題歌

#### 第1期
オープニングテーマ「HANAJI」
作詞 - 有森聡美 / 作曲・編曲 - 村井大
歌 - 小林ゆう
※第1話のオープニングテーマはなし。
エンディングテーマ「君に、胸キュン。」
作詞 - 松本隆 / 作曲 - 細野晴臣、坂本龍一、高橋幸宏 / 編曲 - 依田和夫
歌 - 天の妃少女合唱団（かなこ〈真田アサミ〉&鞠也〈小林ゆう〉&茉莉花〈井上麻里奈〉）
※第2話はエンディングテーマなし（DVDではあり）。
※YMOのカバー曲であり、シングルジャケットはYMO版シングルジャケットのパロディである。なお、これまでソロカバーではあったが、ユニットでのカバーは初めて。

#### 第2期

##### オープニングテーマ
「妄想戦士 宮前かなこ」（第1話 - 第4話）
作詞 - 横谷昌宏 / 作曲・編曲 - 村井大
歌 - 鼎神父（杉田智和） / コーラス - 天の妃シスターズ
※歌詞は各話異なる。第1話は概要。第2話では第1期最終話のあらすじ。
「るんるんりる らんらんらら」（第5話、第7話 - 第12話）
作詞 - 辻純更 / 作曲・編曲 - 奥田もとい
歌 - 小林ゆう
「るんるんりる らんらんらら」（茉莉花ヴァージョン）（第6話）
作詞 - 辻純更 / 作曲・編曲 - 奥田もとい
歌 - 茉莉花（井上麻里奈）
※茉莉花の顔が、鞠也の顔に面のように被せられている。同じ顔の静珠には被せられていない。

##### エンディングテーマ
「どうにもとまらない」（第2話 - 第11話）
作詞 - 阿久悠 / 作曲 - 都倉俊一 / 編曲 - 三浦誠司
歌 - 天の妃少女合唱団（かなこ〈真田アサミ〉&鞠也〈小林ゆう〉&茉莉花〈井上麻里奈〉）
※山本リンダのシングル「どうにもとまらない」のカバー曲。
「ドンマイ ドンマイ!」（第12話）
作詞 - 有森聡美 / 作曲・編曲 - 鈴木盛広
歌 - 衹堂鞠也（小林ゆう） / コーラス - 素敵な仲間たち

### 各話リスト
| 話数   | サブタイトル                             | 脚本     | 絵コンテ                | 演出                      | 作画監督                            |
| 第1期  | 第1期                                    | 第1期    | 第1期                   | 第1期                     | 第1期                               |
| ------ | ---------------------------------------- | -------- | ----------------------- | ------------------------- | ----------------------------------- |
| 第1章  | 戯れの接吻                               | 横谷昌宏 | 武内宣之                | 宮本幸裕                  | 山村洋貴 守岡英行                   |
| 第2章  | 甘美な疼き                               | 横谷昌宏 | 龍輪直征                | 森義博                    | 古川英樹                            |
| 第3章  | 被虐の若芽                               | 横谷昌宏 | 龍輪直征                | 龍輪直征                  | 岩崎安利 伊藤良明                   |
| 第4章  | 悦楽の代償                               | 横谷昌宏 | 板村智幸                | 板村智幸                  | 潮月一也                            |
| 第5章  | 禁断の匂い                               | 大嶋実句 | 石倉賢一                | 石倉賢一                  | 宮崎修治 牛島希                     |
| 第5章  | 乙女の秘蜜                               | 大嶋実句 | 石倉賢一                | 石倉賢一                  | 宮崎修治 牛島希                     |
| 第6章  | 倒錯の保健室                             | 横谷昌宏 | 龍輪直征                | 飯村正之                  | 伊藤良明 潮月一也 水上ろんど        |
| 第7章  | 疑惑の黒下着                             | 大嶋実句 | 板村智幸                | 森義博                    | 古川英樹                            |
| 第8章  | 穢された聖母・前編                       | 大嶋実句 | 龍輪直征                | 宮本幸裕                  | 桝井一平                            |
| 第9章  | 穢された聖母・後編                       | 横谷昌宏 | 板村智幸                | 石倉賢一                  | 宮崎修治                            |
| 第9章  | 妄想の果てに                             | 横谷昌宏 | 板村智幸                | 石倉賢一                  | 宮崎修治                            |
| 第10章 | 微乳の過ち                               | 横谷昌宏 | 龍輪直征                | 龍輪直征                  | 岩崎安利                            |
| 第10章 | 伯林の恋文                               | 横谷昌宏 | 龍輪直征                | 龍輪直征                  | 岩崎安利                            |
| 第11章 | 神への供物                               | 大嶋実句 | 森義博                  | 森義博                    | 前田達之 牛島希                     |
| 最終章 | 美少女だらけの水泳大会 ポロリもあるよ    | 横谷昌宏 | 龍輪直征                | 宮本幸裕                  | 工藤裕加 岩崎安利                   |
| 最終章 | 鼎神父、再びのおはなし                   | 横谷昌宏 | 龍輪直征                | 宮本幸裕                  | 工藤裕加 岩崎安利                   |
| 最終章 | 新たなる挑戦者のおはなし                 | 横谷昌宏 | 龍輪直征                | 宮本幸裕                  | 工藤裕加 岩崎安利                   |
| 最終章 | 名探偵かなこ、最後の事件のおはなし       | 横谷昌宏 | 龍輪直征                | 宮本幸裕                  | 工藤裕加 岩崎安利                   |
| 最終章 | ゴッドの夏の想い出のおはなし             | 横谷昌宏 | 龍輪直征                | 宮本幸裕                  | 工藤裕加 岩崎安利                   |
| 最終章 | プールの授業はこれで最後のおはなし       | 横谷昌宏 | 龍輪直征                | 宮本幸裕                  | 工藤裕加 岩崎安利                   |
| 最終章 | 女だらけの水泳大会のおはなし             | 横谷昌宏 | 龍輪直征                | 宮本幸裕                  | 工藤裕加 岩崎安利                   |
| 第2期  |                                          |          |                         |                           |                                     |
| 第1章  | 禁断の女子寮                             | 横谷昌宏 | ところともかず 龍輪直征 | 石倉賢一 ところともかず   | 山内則康 岩崎安利                   |
| 第2章  | 第1節 いけない遊び                       | 横谷昌宏 | 森義博 岩崎安利         | 森義博                    | 実原登 鷲田敏弥 大森英敏 岩崎安利   |
| 第2章  | 第2節 秘密の接待                         | 横谷昌宏 | 森義博 岩崎安利         | 森義博                    | 実原登 鷲田敏弥 大森英敏 岩崎安利   |
| 第2章  | 第3節 羞恥の報酬                         | 横谷昌宏 | 森義博 岩崎安利         | 森義博                    | 実原登 鷲田敏弥 大森英敏 岩崎安利   |
| 第3章  | 欲心のわななき                           | 大嶋実句 | 伊藤達文 岩崎安利       | 伊藤達文                  | いとうまりこ 大森英敏 岩崎安利      |
| 第4章  | 囚われの乙女                             | 横谷昌宏 | 石倉賢一 岩崎安利       | 森義博                    | 小林利充 大森英敏 岩崎安利          |
| 第5章  | 第1節 穢された姉妹                       | 横谷昌宏 | 森義博 岩崎安利         | ところともかず 小野田雄亮 | 青木哲郎 中山初絵 大森英敏 岩崎安利 |
| 第5章  | 第2節 悪戯な指先                         | 横谷昌宏 | 森義博 岩崎安利         | ところともかず 小野田雄亮 | 青木哲郎 中山初絵 大森英敏 岩崎安利 |
| 第6章  | ドキワク☆ミッションすくーる☆すくらんぶる | 大嶋実句 | 中澤勇一 岩崎安利       | 小野田雄亮                | 実原登 中澤勇一 岩崎安利            |
| 第7章  | 真・美少女だらけの水泳大会               | 横谷昌宏 | 森義博 中澤勇一         | 遠藤晋                    | 梶浦紳一郎 宮西多麻子 大森英敏      |
| 第8章  | 汚された純真                             | 横谷昌宏 | まついひとゆき          | 佐々木真哉                | いとうまりこ 大森英敏               |
| 第9章  | 早熟の婚約者                             | 大嶋実句 | 森義博                  | 森義博                    | 小林利充 大森英敏                   |
| 第10章 | 第1節 聖職者の生贄                       | 横谷昌宏 | 中澤勇一 石倉賢一       | 小野田雄亮                | 実原登 中澤勇一 梶浦紳一郎          |
| 第10章 | 第2節 淫夢の宴                           | 横谷昌宏 | 中澤勇一 石倉賢一       | 小野田雄亮                | 実原登 中澤勇一 梶浦紳一郎          |
| 第10章 | 第3節 禁じられた関係                     | 横谷昌宏 | 中澤勇一 石倉賢一       | 小野田雄亮                | 実原登 中澤勇一 梶浦紳一郎          |
| 第10章 | 第4節 夏のうなじ                         | 横谷昌宏 | 中澤勇一 石倉賢一       | 小野田雄亮                | 実原登 中澤勇一 梶浦紳一郎          |
| 第11章 | 妹の秘蜜                                 | 横谷昌宏 | 森義博                  | 佐々木真哉                | 青木哲郎 中山初絵                   |
| 最終章 | かなこさんの誕生日                       | 横谷昌宏 | 石倉賢一                | 森義博                    | 山内則康 式地幸喜                   |

### 放送局
| 放送地域   | 放送局     | 放送期間                | 放送日時                     | 放送系列       | 備考                              |
| 第1期      | 第1期      | 第1期                   | 第1期                        | 第1期          | 第1期                             |
| ---------- | ---------- | ----------------------- | ---------------------------- | -------------- | --------------------------------- |
| 千葉県     | チバテレビ | 2009年1月5日 - 3月23日  | 月曜 0:30 - 1:00（日曜深夜） | 独立UHF局      |                                   |
| 神奈川県   | tvk        | 2009年1月5日 - 3月23日  | 月曜 1:30 - 2:00（日曜深夜） | 独立UHF局      |                                   |
| 東京都     | TOKYO MX   | 2009年1月7日 - 3月25日  | 水曜 1:30 - 2:00（火曜深夜） | 独立UHF局      |                                   |
| 兵庫県     | サンテレビ | 2009年1月8日 - 3月26日  | 木曜 2:10 - 2:40（水曜深夜） | 独立UHF局      |                                   |
| 日本全域   | AT-X       | 2009年1月8日 - 3月26日  | 木曜 9:00 - 9:30             | CS放送         | 製作委員会参加 / リピート放送あり |
| 愛知県     | テレビ愛知 | 2009年1月9日 - 3月27日  | 金曜 1:58 - 2:28（木曜深夜） | テレビ東京系列 |                                   |
| 埼玉県     | テレ玉     | 2009年1月10日 - 3月28日 | 土曜 1:30 - 2:00（金曜深夜） | 独立UHF局      |                                   |
| 第2期      |            |                         |                              |                |                                   |
| 関東広域圏 | テレビ東京 | 2011年4月8日 - 6月24日  | 金曜 2:15 - 2:45（木曜深夜） | テレビ東京系列 |                                   |
| 大阪府     | テレビ大阪 | 2011年4月9日 - 6月25日  | 土曜 2:35 - 3:05（金曜深夜） | テレビ東京系列 |                                   |
| 愛知県     | テレビ愛知 | 2011年4月14日 - 6月30日 | 木曜 3:00 - 3:30（水曜深夜） | テレビ東京系列 |                                   |
| 日本全域   | AT-X       | 2011年4月14日 - 6月30日 | 木曜 9:30 - 10:00            | CS放送         | 製作委員会参加 / リピート放送あり |
| 熊本県     | 熊本放送   | 2011年5月9日 - 7月25日  | 月曜 1:50 - 2:20（日曜深夜） | TBS系列        |                                   |

| テレビ東京 金曜 2:15 - 2:45（木曜深夜） | テレビ東京 金曜 2:15 - 2:45（木曜深夜） | テレビ東京 金曜 2:15 - 2:45（木曜深夜） |
| 前番組                                  | 番組名                                  | 次番組                                  |
| --------------------------------------- | --------------------------------------- | --------------------------------------- |
| 世紀末オカルト学院 （再放送）           | まりあ†ほりっく あらいぶ                | バカとテストと召喚獣にっ!               |

### DVD・BD
第1期
全6巻。各巻（第5巻は除く）にはテレビ未放送の短編映像特典が収録されている（レンタル版には未収録）。
2011年2月23日にはBD-BOXが発売された。
第2期
全6巻。

## Webラジオ
『まりあ†ほりっくWebラジオ 天の妃放送部』
アニメイトTVでは過去6回分の配信を試聴可能。
メディファクラジオは、アニメイトTVより1週間遅れ。過去すべての配信を視聴可能。
第92回、第101回は動画配信された。

### コーナー
- †ふつおた - 番組へのお便りなどを紹介。
- †与那国さんを探せ! - リスナーのペットに関するエピソードや写真を紹介する。
- †反逆は、すなわち死を意味します! - 番組側の「偉い人」からの指令にパーソナリティ2人が挑戦する。負けた方には罰ゲームが待っている。
- †番組冒頭のあいさつことば - 冒頭で行うあいさつをリスナーから募集。
- †理不尽さん、いらっしゃ〜い♪ - 第6回放送より開始。リスナーから寄せられた日常生活での理不尽なエピソードを紹介する。
- †まり†ほり カルタを作ってみよう! - 第20回放送より開始。『まりあ†ほりっく』を表す文章をリスナーから募集し、番組内で紹介。パーソナリティーの2人がその中からカルタの読み札となる文章を決める。

### ゲスト
- 第27・28回 - 新谷良子（桃井サチ役）
- 第37・38回 - 神田朱未（桐奈々美役）
- 第59回 - 沢城みゆき（寮長先生役）
- 第89・90回 - 井上麻里奈（汐王寺 茉莉花役）
- 第101・102回 - 松来未祐（志木絢璃＆与那国役）

## モバイルコンテンツ
- 2011年5月11日よりアニメきせかえ王国↑ にてケータイメニューが配信。
- 2011年8月1日よりゲーマーズモバイル・アニメ&ゲームきせかえにてケータイメニュー・FLASHを配信。

ほか、メディアファクトリーの公式モバイルサイトのメディモ!、ガールズメディモ!ではフルアニメが視聴できる他にきせかえ・着うた・待ち受け・flashゲームが利用可能。
スマートフォン向けには「まりあ†ほりっくあらいぶ 7分クッキング(音声料理レシピアプリ)」や「鞠也のドSお喋り神経衰弱〜まりあ†ほりっく あらいぶ〜」が各ストアより販売。「まりあ†ほりっく App（電子書籍アプリ）」もリリースされている。